# 997.
◄ | 9. stoljeće | 10. stoljeće | 11. stoljeće | ►
◄ | 960-ih | 970-ih | 980-ih | 990-ih | 1000-ih | 1010-ih | 1020-ih | ►
◄◄ | ◄ | 994. | 995. | 996. | 997. | 998. | 999. | 1000. | ► | ►►
Astronomija • Knjige • Književnost • Kršćanstvo • Pravo • Promet

## Događaji
- Početak 3. hrvatsko-bugarskog rata

## Smrti
- Konrad I., vojvoda Švapske

## Vanjske poveznice
|  | Zajednički poslužitelj ima još gradiva o temi 997. |